# Байырбуджак
Байырбуджак (тур. Bayırbucak, араб. البوجاق‎) — регион в округе Латакия северной провинции Латакия на северо-западе Сирии. В этом районе проживает значительное количество сирийских туркмен, имеющих прочные культурные и исторические связи с Турцией и Азербайджаном. В регионе располагается хребет Джебель-Туркман.
Само название происходит от двух слов турецкого происхождения: bayır — «склон холма» и bucak — «район». 
24 ноября 2015 года два турецких F-16 сбили один из двух российских истребителей Су-24, пролетавших над Сирией 24 ноября 2015 года. Оба пилота благополучно катапультировались, однако один из них был захвачен на земле и убит туркменскими войсками под командованием Альпарслана Челика.
Массированные российские воздушные бомбардировки во время наступления в Латакии в 2015–16 годах привели к очень сложной ситуации в туркменских регионах Байырбуджака, в результате чего почти все сирийские туркмены бежали из региона в Турцию. Сирийское правительство Башара Асада начало политику расселения алавитов в домах туркмен, покинувших регион.